# Corte Palasio
Corte Palasio é uma comuna italiana da região da Lombardia, província de Lodi, com cerca de 1.493 habitantes. Acha-se à beira esquerda do rio Adda, e estende-se por uma área de 15 km², tendo uma densidade populacional de 100 hab/km².
Faz fronteira com Dovera (CR), Crespiatica, Lodi, Abbadia Cerreto, Cavenago d'Adda, San Martino in Strada.

## Demografia
| Variação demográfica do município entre 1861 e 2011                               |
|                                                                                   |
| Fonte: Istituto Nazionale di Statistica (ISTAT) - Elaboração gráfica da Wikipedia |